# Yona Kim

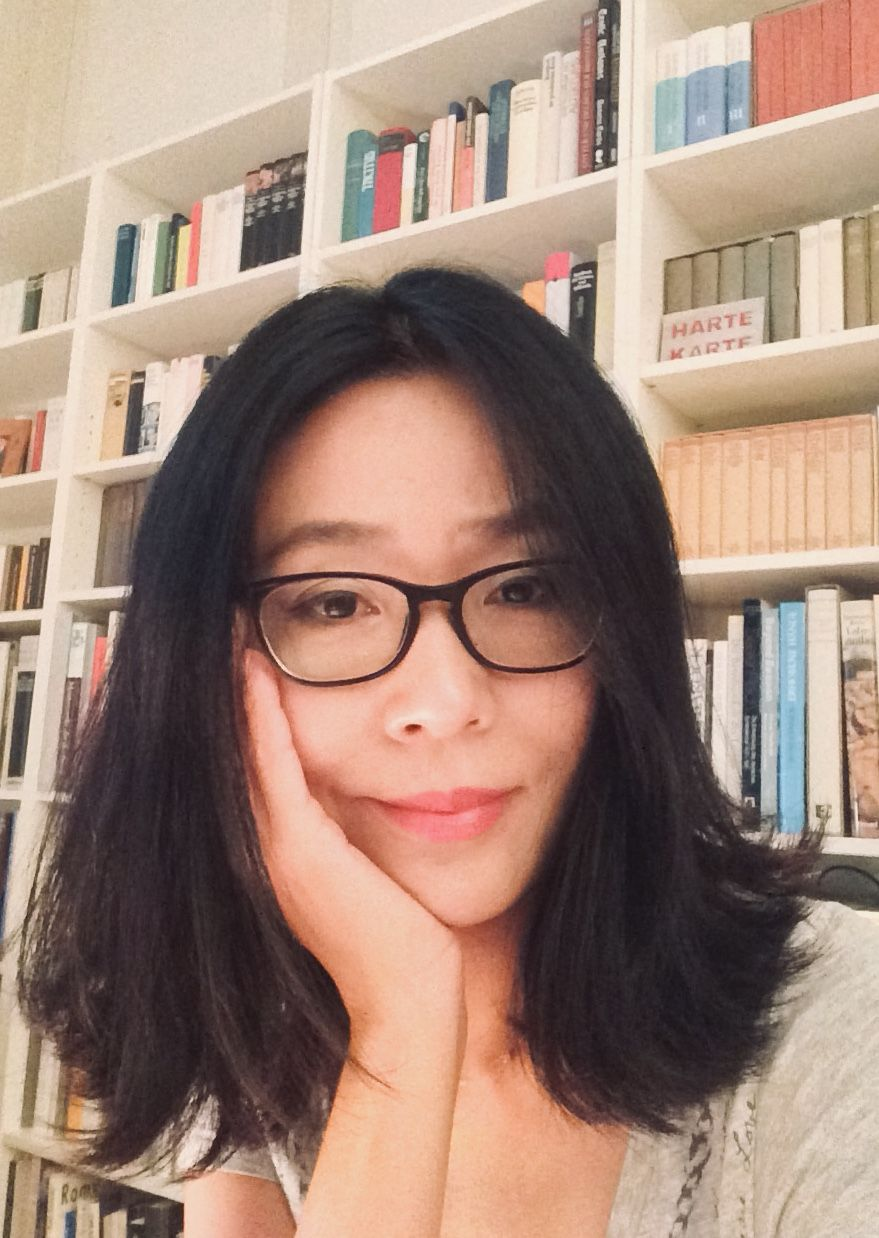
Yona Kim

Yona Kim ist eine südkoreanische Regisseurin und Librettistin, die in Deutschland lebt und arbeitet.

## Leben
Kim studierte  Philosophie, Kunstgeschichte, Literatur und Theaterwissenschaft an der Universität Wien, wo sie mit einer Dissertation über Ingeborg Bachmann zum Doktor Phil. promovierte. Neben ihrem Studium absolvierte sie eine Tanzausbildung.

## Schaffen
Kim arbeitet heute als Opernregisseurin und Librettistin und ist bei den Klassikern der Oper ebenso zu Hause wie in der Neuen Musik. Sie inszenierte Opernwerke und verfasste Opernlibretti u. a. an der Staatsoper Stuttgart, der Staatsoper Hamburg, dem Nationaltheater Mannheim, der Semperoper Dresden, bei der Münchner Biennale und den Schwetzinger Festspielen. Sie unterrichtet als Dozentin für Musiktheater-Regie an der Hochschule für Musik und Theater Hamburg.

## Auszeichnungen
- Das Libretto für „Böse Geister“ (Nationaltheater Mannheim): Uraufführung des Jahres 2014 in der Opernwelt[2]

- Die Inszenierung von „Genoveva“ (Nationaltheater Mannheim): Regisseurin des Jahres 2017 im Leservotum der Opernwelt[3]

## Nominierungen
- „Pnima“ (Staatsoper Stuttgart): Beste Regie Musiktheater 2011 beim Deutschen Theaterpreis Faust[4]
- „Mama Dolorosa“ (Münchner Biennale): Uraufführung des Jahres 2013 in der Opernwelt[5]
- „Die Vögel“ (Theater Osnabrück): Regisseurin des Jahres 2014 in der Opernwelt
- „Wir gratulieren/Der Ring des Polykrates“ (Theater Heidelberg): Regisseurin des Jahres 2017 in der Opernwelt
- „Carmen“ (Nationaltheater Mannheim): Beste Regie Musiktheater 2020 beim Deutschen Theaterpreis Faust[6]

## Werke (Auswahl)

### Regie
- 2005: Il combattimento/Infinito nero, Wuppertaler Bühnen[7]
- 2006: Zaide, Wuppertaler Bühnen
- 2008: Madama Butterfly, Theater Augsburg
- 2009: La traviata, Theater Erfurt/Chemnitz
- 2010: L´isola disabitata, Kammeroper Wien
- 2010: Pnima, Staatsoper Stuttgart[8]
- 2010: Lucia di Lammermoor, Theater Augsburg
- 2010: Eugen Onegin, Theater Bern[9]
- 2011: Manon Lescaut, Theater Freiburg[10]
- 2011: Tristan und Isolde, Staatstheater Braunschweig
- 2012: Mama Dolorosa, 13. Münchner Biennale[11]
- 2012: Aida, Theater Osnabrück[12]
- 2013: Parsifal, Staatstheater Braunschweig[13]
- 2014: Die verkaufte Braut, Theater Münster[14]
- 2014: Die Vögel, Theater Osnabrück[15]
- 2014: Pelléas et Mélisande, Theater Augsburg[16]
- 2014: Un ballo in maschera, Theater Heidelberg[17]
- 2015: Norma, Staatstheater Kassel
- 2015: Die Entführung aus dem Serail, Korea National Opera
- 2016: Lohengrin, Theater Osnabrück
- 2016: Didone abbandonata, Händel-Festspiele Halle/Winter in Schwetzingen
- 2017: Wir gratulieren/Der Ring des Polykrates, Theater Heidelberg
- 2017: Genoveva, Nationaltheater Mannheim
- 2018: La verità in cimento, Theater Heidelberg / Winter in Schwetzingen[18]
- 2018: Benjamin, Staatsoper Hamburg[19]
- 2018: Fidelio, Theater Osnabrück
- 2018: Ernani, Nationaltheater Mannheim
- 2019: Carmen, von Georges Bizet, Nationaltheater Mannheim[20]
- 2020: Norma, von Vincenzo Bellini, Staatsoper Hamburg[21]
- 2022: Turandot, von Giacomo Puccini, Staatsoper Hamburg[22]

### Aufgeführte Libretti (Auswahl)
- „Benjamin“ von Peter Ruzicka, Staatsoper Hamburg 2018
- „Böse Geister“ von Adriana Hölszky, Nationaltheater Mannheim 2014[23]
- „Mama Dolorosa“ von Eunyoung Kim, Münchner Biennale 2013
- „Hybris/Niobe“ von Adriana Hölszky Schwetzinger Festspiele/Teatro Sao Carlos Lissabon 2008[24]
- „Der gute Gott von Manhattan“ von Adriana Hölszky, Schwetzinger Festspiele/Semperoper Dresden 2004[25]